# Jessica Sjöholm
Jessica Sjöholm, född 17 mars 1978 i Kristianstad, är en svensk sångerska. 2001–2008 sjöng hon i dansbandet Wizex. Hon deltog i Idol 2005, trots att hon redan sjöng med ett etablerat band. Där gick hon vidare den 6 september 2005, men valde sedan att avstå för att satsa på Wizex. Sjöholm slutade i Wizex i mars 2008 efter att ha fött barn. Hon skulle ha börjat i Wizex igen men så blev inte fallet, utan har istället satsat på en solokarriär.
I februari 2010 singeldebuterade hon som soloartist med "Love Will Shine"/"Feels Like Forever".

## Solodiskografi

### Singlar
| Titel                                  | Släppår |
| -------------------------------------- | ------- |
| "Love Will Shine"/"Feels Like Forever" | 2010    |

### Fotnoter
1. ↑  Aftonbladet 7 september 2005 - Wizex-stjärna ratade ”Idol”
2. ↑  Dansbandsbloggen 26 juli 2008 - Norsk dansbandsexpert hyllar Wizex Arkiverad 17 augusti 2010 hämtat från the Wayback Machine.
3. ↑  Dansbandsbloggen 4 januari 2010 - Jessica Sjöholm satsar på solokarriär[död länk]
4. ↑  ”Dansbandsbloggen 5 februari 2010 - Wizex-Jessica solodebuterar med mersmak”. Arkiverad från originalet den 10 augusti 2010. https://web.archive.org/web/20100810010007/http://blogg.aftonbladet.se/dansbandsbloggen/2010/02/wizex-jessica-solodebuterar-med-mersmak. Läst 6 januari 2011.